# 太平郵便局
太平郵便局（たいへいゆうびんきょく）は、秋田県秋田市太平目長崎にある郵便局。民営化前の分類では無集配特定郵便局であった。

## 概要
住所：〒010-1102 秋田県秋田市太平目長崎字上目長崎217-5

## 沿革
- 1904年（明治37年）12月16日 - 南秋田郡大平村大字目長崎60番地[1]に目長崎（めながさき）郵便受取所として開設[2][3]。同日、貯金取扱を開始。
- 1905年（明治38年）4月1日 - 目長崎郵便局（三等）となる。
- 1912年（明治45年）7月1日 - 集配事務を開始[4]。
- 1915年（大正4年）7月15日 - 大平（おいだら）郵便局に改称[5]。
- 1916年（大正5年）
  - 4月1日 - 府県税納入振替貯金特別取扱を開始[6]。
  - 10月1日 - 簡易生命保険取扱を開始[1]。
- 1926年（大正15年）10月1日 - 郵便年金取扱を開始 [1]。
- 1928年（昭和3年）3月21日 - 電話通話事務を開始[7]。
- 1930年（昭和5年）8月21日 - 電信事務を開始[8]。
- 1951年（昭和26年）8月16日 - 太平郵便局に改称[9][10]。
- 1971年（昭和46年）3月12日 - 電話交換業務を秋田電報電話局に移管[11]。
- 2007年（平成19年）
  - 3月5日 - 集配業務を秋田中央郵便局に移管[12]。郵便番号を「〒010-1199」から「〒010-1102」に変更。
  - 10月1日 - 民営化。
- 2012年（平成24年）10月1日 - 日本郵便株式会社発足。

## 取扱内容
- 郵便、印紙、ゆうパック、チルドゆうパック、内容証明、国際郵便
- 貯金、為替、振替、振込、国債
- 生命保険、バイク自賠責保険、がん保険
- ゆうちょ銀行ATM

## 周辺
- 秋田市太平地区コミュニティセンター
- 秋田市立太平小学校

## アクセス
- 秋田中央交通バス 太平コミュニティセンター停留所下車
- 秋田自動車道 秋田中央ICから北東へ約3km
- 駐車場あり：3台